# Факир
Факир (на арабски: فقیر – бедност, бедняк) е странстващ индийски аскет.
В по-широк смисъл се употребява за човек, който е способен на особено трудни действия, смятани за свръх човешките способности.